# Agnieszka Jurek

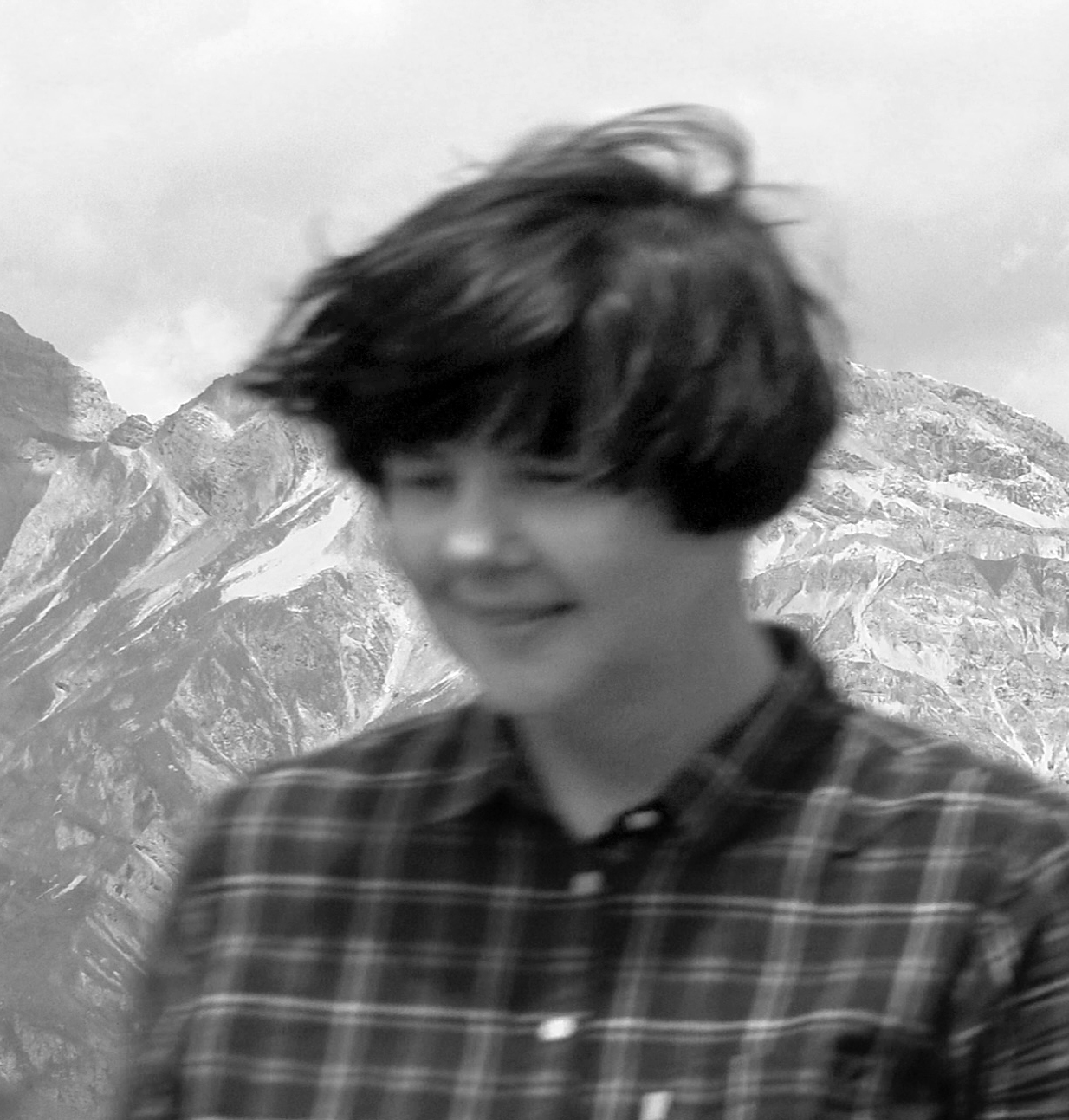
Agnieszka Jurek

Agnieszka Zofia Jurek (geboren 28. März 1971 in Poznań; gestorben 25. November 2024 in Hannover) war eine deutsch-polnische Filmemacherin. Sie arbeitete auch als Illustratorin, schrieb Drehbücher und brachte Bücher heraus.

## Werdegang
Sie besuchte fünf Jahre das Kunstgymnasium und studierte Bildhauerei an der Akademie der Künste in Poznań. An der Hochschule Hannover studierte sie Kunst und Film und schloss 2003 mit dem Diplom und 2004 als Meisterschülerin des Regisseurs Uwe Schrader ab.
Sie war mit dem Filmemacher Carsten Aschmann verheiratet, das Paar hat zwei Töchter. Aschmann und Jurek unterstützten sich gegenseitig bei ihren Projekten.

## Werk
Im Jahr 1999 drehte Agnieszka Jurek den Dokumentarfilm … und dann war ich eine Edelkommunistin mit und über Ingeborg Becker und ihre linke Buchhandlung auf Hannovers Lister Meile.
Ihr Diplomfilm Does that hurt you?, ein Werkstattgespräch mit dem amerikanischen Regisseur und Künstler David Lynch, hatte 2003 Premiere auf der DOK Leipzig und lief international auf weiteren Filmfestivals. Mit diesem Film bewege sich Jurek, so die Rezensentin Sylvia Glauche, „durch die Topographie der außerordentlichen Wirkung von Lynchs Werken […] zu einem Lynch’schen Bekenntnis zum Filmemachen und zur Kunst, das in seiner Einfachheit und bestechenden Klarheit seinesgleichen sucht“.
Mit dem Experimentalfilm Pastas an Marcel war sie 2003 erstmals auf den Internationalen Kurzfilmtagen Oberhausen vertreten.
Mit Carsten Aschmann realisierte sie von 2000 bis 2005 mehrere Dokumentarfilme und -videos, unter anderem über die Maschinen-Performance-Gruppe BBM. Gemeinsam schufen sie auch Wege zum Glück, einem „Dokumentarfilm über die Liebe zur Musik, die Lust am Tanzen und das Streben nach Inklusion“, der im September 2014 im Kino im Künstlerhaus Hannover Premiere hatte.
Als Zeichnerin, Illustratorin und Animatorin entwickelte Jurek unter dem Eigenlabel „Smiling Line Productions“ Broschüren, Bücher und Animationsfilme vorwiegend für Kinder. Im Jahr 2007 veröffentlichte sie ihr erstes Bilderbuch Was muss man tun, um ein perfektes Ei zu kochen? und gab ein von ihr illustriertes Kinderbuch mit Audio-CD über den 52-Hertz-Wal heraus. Es folgten zahlreiche Kinderbücher, meist in kleinen Formaten.
Ihren ersten Langfilm Mein Vater der Wald präsentierte sie im Jahr 2010, ein Porträt ihres Vaters Jerzy Jurek, der 40 Jahre in der polnischen Forstwirtschaft gearbeitet hatte.
Auf den Internationalen Kurzfilmtagen Oberhausen lief 2016 ihr Film Eselsbrücken, in dem Agnieszka Jurek „vorgefundene und übernommene Ausschnitte / Texte / Szenen aus der berüchtigten Wannsee-Konferenz u. a. mit Märchenmotiven der »Schneekönigin« und »Kleinen Meerjungfrau« kombiniert und zur kuriosen Miniatur-Globalkritik mixt“.
Erfolgreich waren die von ihr gezeichneten und animierten Kurzfilme für Kinder. Mademoiselle Noudelle und Lasagne feierte 2017 Premiere auf der DOK Leipzig und hatte 2018 internationale Premiere auf dem Internationalen Kinderfilm-Festival PLAY in Lissabon. Herr Böseguck und die Beule, ein Kurzfilm „über das Glück gegen eine Wand zu laufen“, hatte 2019 Premiere auf dem Internationalen Filmfestival Schlingel und lief national und international auf zahlreichen Filmfestivals. Die Jury der Deutschen Film- und Medienbewertung erinnerte der Entwurf des Protagonisten „an die Figuren des deutschen Zeichners Erich Ohser“. Sie lobte „die kindgerechte und einfache Deutlichkeit, die den Film auf allen Ebenen auszeichnet“. Der Animationsfilm Hälfte Hälfte, „ein kleiner Film über die Freuden des Teilens“, hatte 2022 Premiere auf der DOK Leipzig.
Von 2017 bis 2022 war Jurek Mitglied der Jury der Deutschen Film- und Medienbewertung in Wiesbaden.
Ihr erstes Drehbuch Fahrplan über eine ehemalige RAF-Terroristin, die einen islamistischen Anschlag verhindert, war in der Endauswahl des „Nordlichter“-Talentförderprogramms des NDR 2019/20. Das zweite Drehbuch, Klassenkonferenz, gelangte auf die Shortlist des Emder Drehbuchpreises 2020/21.
Im Jahr 2023 erhielt Jurek ein Stipendium der Roger Willemsen Stiftung.
Bei den Internationalen Kurzfilmtagen Oberhausen wurde 2024 die Trilogie ihrer experimentellen Arbeiten präsentiert: Pastas an Marcel (2003), Eselsbrücken (2016) sowie die Vermessung der Tristesse (2024), für die sie den Hauptpreis des Deutschen Wettbewerbs 2024 erhielt. Von der Deutschen Film- und Medienbewertung wurde der Film mit dem Prädikat „besonders wertvoll“ ausgezeichnet: „In ihrem Film VERMESSUNG DER TRISTESSE vermischt die Filmkünstlerin Agnieszka Jurek Found-Footage mit privaten Aufnahmen und inszenierten Motiven und setzt mit einer Ton-Collage aus dem medizinischen Ablauf einer MRT-Untersuchung eine akustische Klammer. Die Stimmung der Bildimpressionen schwankt zwischen gelöster, unschuldiger Freude, einem wehmütig-sehnsuchtsvollen Blick zurück und einer über allen Bildern schwebenden Unruhe, dass all dies, was ein Leben ausmacht, ganz schnell zwischen den Fingern verrinnen kann.“

## Filme (Auswahl)
- 1999 ...und da war ich eine Edelkommunistin, Dokumentarfilm – Regie, Schnitt
- 2003 Does that hurt you? – David Lynchs Dumbland, Werkstattgespräch – Regie/Buch/Animation
- 2003 Pastas an Marcel, Experimentalfilm – Regie/Buch/Kamera/Schnitt
- 2011 Mein Vater der Wald, Dokumentarfilm – Regie
- 2012 Gegen den Strom, Dokumentarfilm – Regie
- 2014 Wege zum Glück, Dokumentarfilm – Regie, mit Carsten Aschman
- 2015 Eselsbrücken, Experimentalfilm – Regie/Buch/Schnitt/Kamera
- 2017 Mademoiselle Noudelle und Lasagne, Animationsfilm – Regie/Buch/Schnitt/Animation
- 2019 Herr Böseguck und die Beule, Animationsfilm – Regie/Buch/Schnitt/Animation
- 2022 Hälfte Hälfte, Animationsfilm – Regie/Buch/Schnitt/Animation
- 2024 Vermessung der Tristesse, Experimentalfilm – Regie/Buch/Schnitt

## Bücher (Auswahl)
- Was muss man tun, um ein perfektes Ei zu kochen? Ein Bilderbuch, Wydawnictwo Mila, Poznan 2007, ISBN 978-83-92307-63-1
- 52 Hertz Wal, Buch & Audio-CD, Tapurek-Verlag, Hannover 2007, ISBN 978-3-00-020100-4
- Verflixt vermixt: ein Hebammen-Familien-Kuddelmuddel, mit Reimen von Anne Meier-Hezinger und Zeichnungen von Agnieszka Jurek, Staude Verlag, Hannover 2013, ISBN 978-3-87777128-0
- Mi düssen Wüern kannste kürn: Plattdütsch taun moaken un öutprobeiern. Von Oliver Glißmann, Elke Bock, Hartmut Ahrens; Illustrationen und Layout von Agnieszka Jurek, Hrsg. Schaumburger Landschaft, Idensee Verlag, Oldenburg (Oldb) 2022, ISBN 978-3-7308-1946-3